# Università norvegese di scienza e tecnologia
L'Università norvegese di scienza e tecnologia (in norvegese: Norges teknisk-naturvitenskapelige universitet, abbreviata NTNU) è un'università pubblica di ricerca con sedi nelle città di Trondheim, Gjøvik e Ålesund in Norvegia, ed è diventata la più grande università norvegese, in seguito alla fusione nel 2016 delle università di Ålesund, Gjøvik e Sør-Trøndelag con l'NTNU.

## Storia
Le origini dell'ateneo risalgono alla Reale società scientifica norvegese, fondata nel 1760 con il nome di Det Trondhiemske Selskab. Nel 1900, il Parlamento norvegese, seguendo l'esempio delle università tecniche tedesche, decise di fondare un'università tecnica. Dieci anni dopo, nel 1910, fu aperta la NTH (Norges Tekniske Høgskole) a Trondheim; questo diede inizio alla storia dell'ente. Nel corso del Novecento fu oggetto di ulteriori trasformazioni sino ad assumere, nel 1968, la denominazione di Università di Trondheim, in concomitanza con l'estensione dell'attività didattica alle scienze umane, sociali e mediche. Il 1º gennaio 1996 l'Università di Trondheim prese il nome di Università norvegese di scienza e tecnologia, successivamente assorbì, nel 2016, gli istituti universitari di Ålesund, Gjøvik e Sør-Trøndelag, divenendo la maggiore università norvegese.

## Struttura
L'università è organizzata nelle seguenti facoltà:
- Architettura e design
- Economia e management
- Informatica e ingegneria elettrica
- Ingegneria
- Medicina e scienze della salute
- Scienze naturali
- Scienze sociali e della formazione
- Scienze umanistiche

## Ricerca
Le attività di ricerca dell'NTNU spaziano su tutte le scienze, con una predilezione per quelle di natura tecnica.
In particolare, l'NTNU è riconosciuto a livello internazionale per le sue attività di ricerca in quattro macro-settori:
- Energia (in collaborazione con SINTEF)
- Salute e medicina (in collaborazione con i premi Nobel May-Britt Moser, Edvard Moser e John O'Keefe)
- Oceanografia e vita marina
- Sostenibilità ambientale

## Sport
L'università ha una sezione sportiva (NTNUI, Norges Teknisk-naturvitenskapelige Universitets Idrettsforening) impegnata nella ricerca sugli sport d'élite norvegesi (come sci di fondo, combinata nordica, biathlon e ciclismo). La squadra di football americano, i NTNUI Nidaros Domers, partecipa ai campionati nazionali.